# Lauridia tetragona
Lauridia tetragona là một loài thực vật có hoa trong họ Dây gối. Loài này được (L. f.) R.H. Archer mô tả khoa học đầu tiên năm 1997.

## Hình ảnh

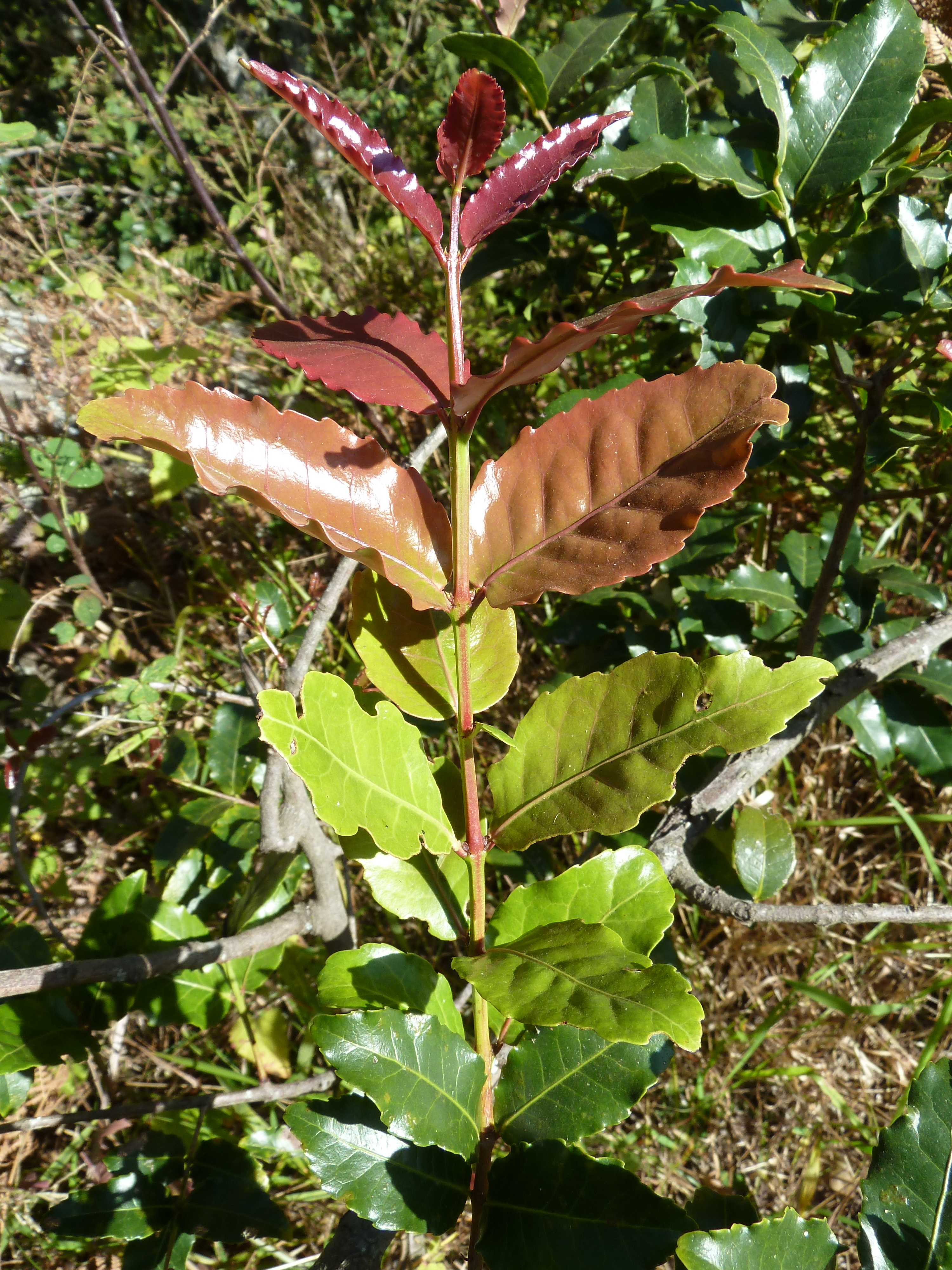
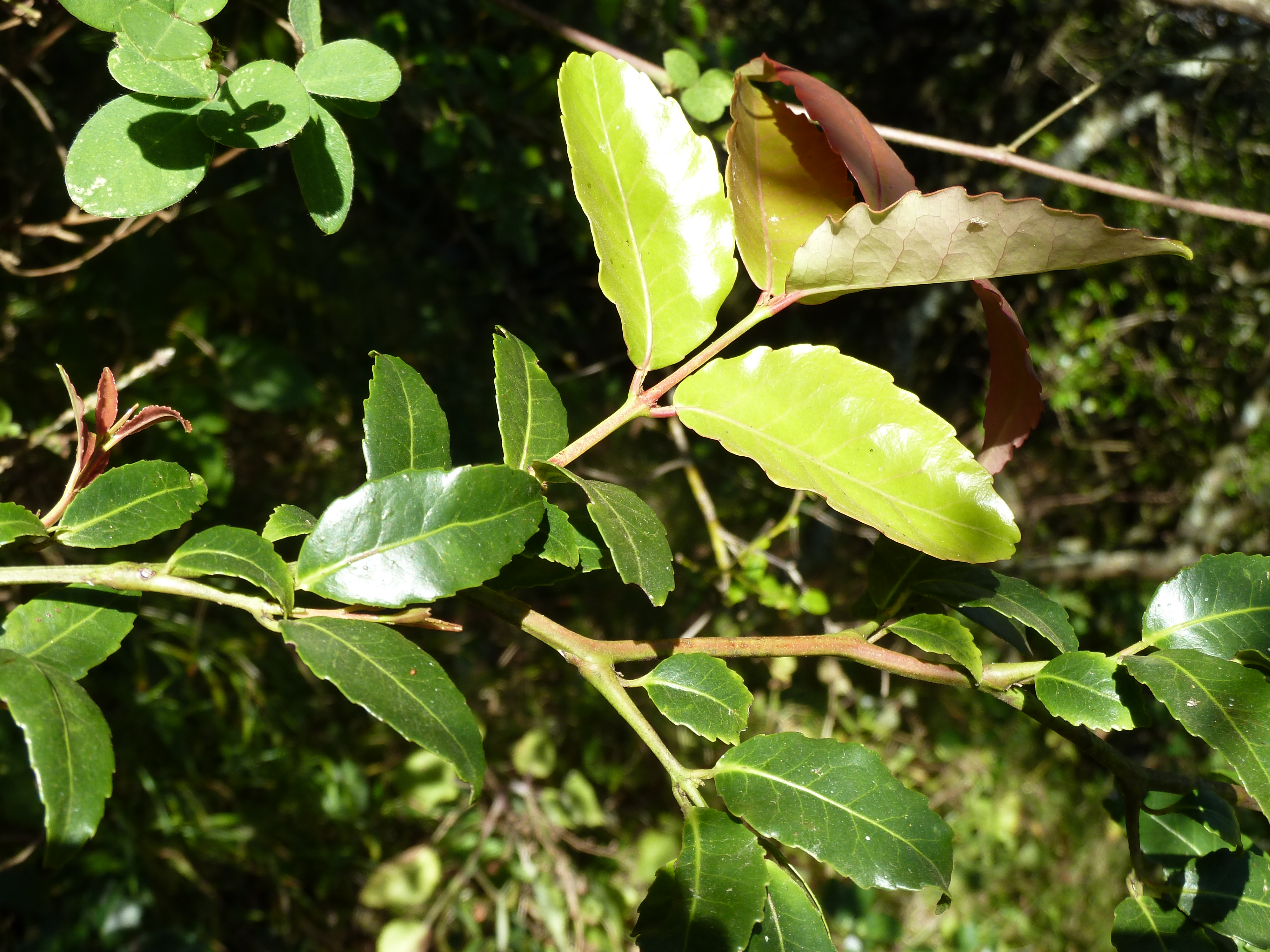
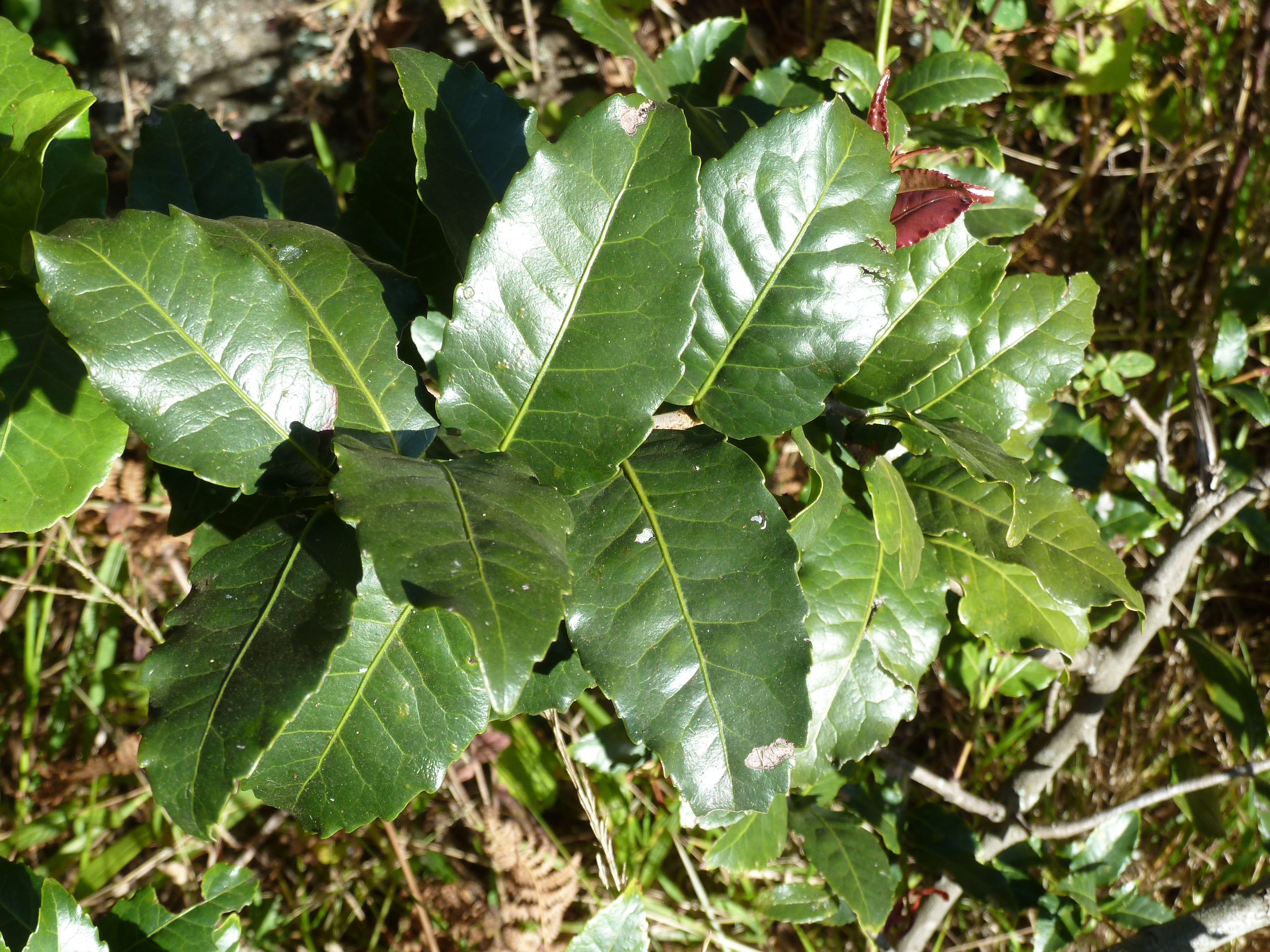
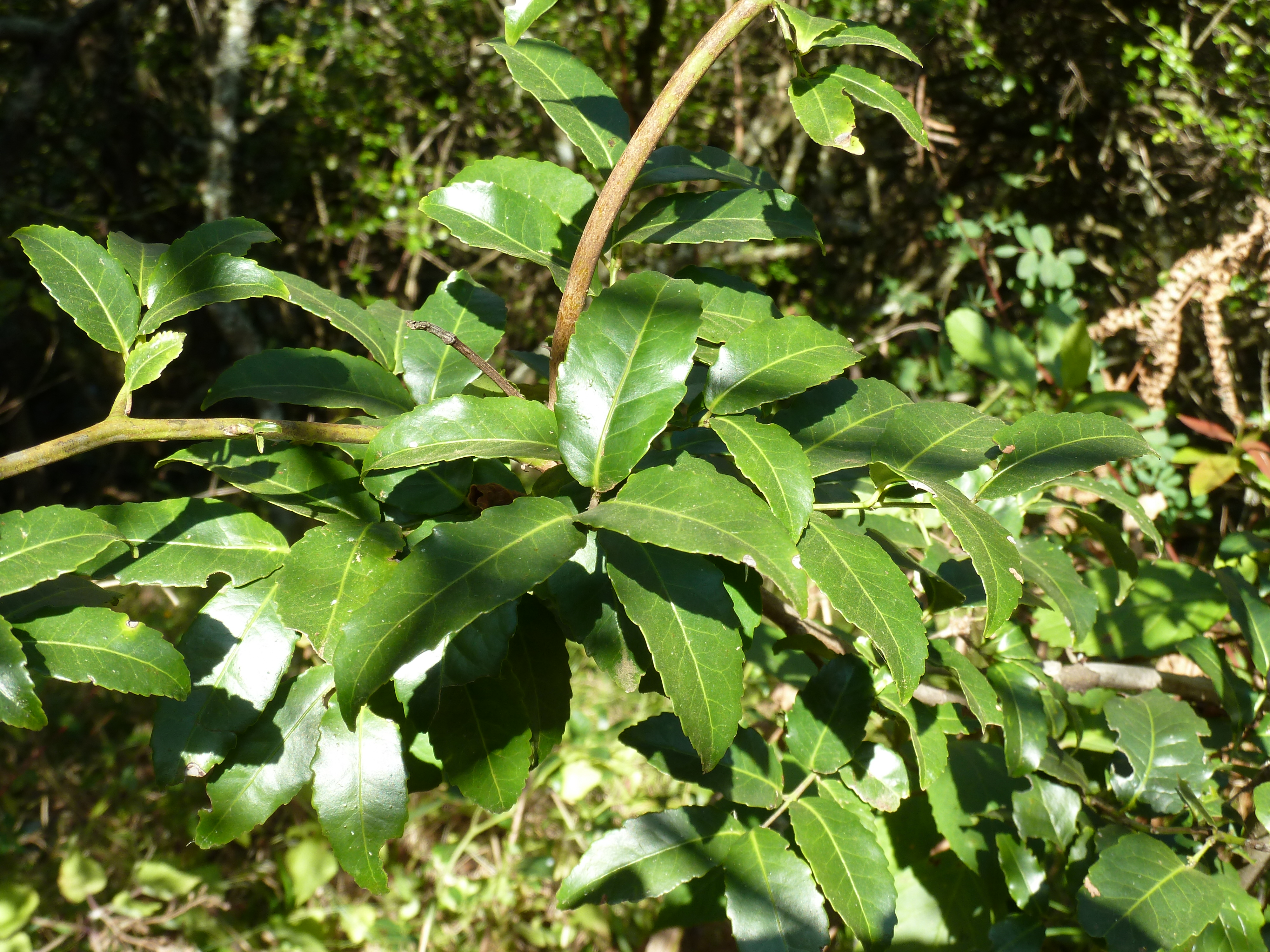